# Bandyci w Mediolanie
Bandyci w Mediolanie (wł. Banditi a Milano) – włoski dramat kryminalny z 1968 roku w reżyserii Carlo Lizzaniego. Zdjęcia kręcono w Mediolanie.

## Obsada
- Gian Maria Volonté – Piero Cavallero
- Tomás Milián – komisarz Basevi
- Don Backy – Sante Notarnicola
- Ray Lovelock – Donato 'Tuccio' Lopez
- Ezio Sancrotti – Adriano Rovoletto 'Bartolini'
- Piero Mazzarella – Piva
- Laura Solari – matka Tuccio
- Pietro Martellanza- obrońca
- Margaret Lee – prostytutka
- Carla Gravina – Anna
- Luigi Rossetti – Robber
- María Rosa Sclauzero – sekretarka Piero
- Ida Meda – Moglie di Piero
- Tota Ruta – klubowy wynajęty morderca
- Evi Rossi Scotti
- Gianni Bortolotti
- Agostina Belli – zakładniczka
- Pupo De Luca – człowiek 1100
- Giovanni Ivan Scratuglia (w napisach: Ivan Scratuglia)
- Gianni Pulone
- Umberto Di Grazia
- Enzo Consoli